# IC 2222
IC 2222 — галактика типу SBbc (компактна витягнута галактика) у сузір'ї Рись.
Цей об'єкт міститься в оригінальній редакції індексного каталогу.